# Google Doodle

Das normale Google-Logo seit September 2015

Als Google Doodle (dt. Google-Gekritzel, Google-Kritzelei) wird die grafische Veränderung des Firmenlogos des US-amerikanischen Unternehmens Google LLC mit enormer Reichweite bezeichnet.
Seit 1998 stellt das Unternehmen das Logo zu besonderen Anlässen, wie z. B. Geburtstagen, Wahlen oder verschiedenen Jahrestagen, auf eigenen Webseiten in veränderter Form dar. Meistens sind die Buchstaben noch zu erkennen. Zusätzlich sind diese Grafiken statt mit der firmeneigenen Homepage mit einer Suchanfrage zu dem entsprechenden Thema verlinkt. Normalerweise ist die Grafik so lange auf der Unternehmensseite zu sehen, wie der Anlass gegeben ist.
Seit 2011 besitzt das Unternehmen ein US-Patent auf seine Grafiken. Mit Stand 2023 wurden bisher über 5000 Grafiken erstellt.

## Geschichte

Das erste Google Doodle

Das erste von Dennis Hwang entworfene Doodle

Die erste Grafik erschien 1998, als Larry Page und Sergey Brin das originäre Logo veränderten, um ihre Anwesenheit beim Festival Burning Man auszudrücken. Die ersten Doodles waren noch sehr einfach gestaltet. Meistens befand sich das Bild hinter oder vor den Buchstaben. 1998 gab es insgesamt drei Doodles. Im Jahr 2000 wurde Dennis Hwang von Page und Brin gefragt, ob er für den Nationalfeiertag in Frankreich ein Doodle designen möchte. Dieses Doodle war bei den Usern so beliebt, dass Hwang der Chef-Doodler wurde. Als Doodler werden die Designer der Doodles bezeichnet. Es werden in den USA und international zahlreiche Doodles von einem eigens für die Doodles verantwortlichen Team, bestehend aus Grafik-Designern und Illustratoren, erstellt. Die Team-Mitglieder werden firmenintern The Doodlers genannt.
Zu den Olympischen Spielen 2004 in Athen gab es jeden Tag ein neues Doodle mit der Darstellung einer anderen Sportart.
Zur Fußball-Europameisterschaft 2008 veranstaltete Google erstmals in Deutschland einen Wettbewerb namens Doodle4Google, bei dem Kinder und Jugendliche im Alter von 5 bis 18 Jahren aufgerufen wurden, ein Logo zur EM zu gestalten. Das Gewinnerlogo wurde am Tag des EM-Finales auf der deutschen Google-Startseite gezeigt. In anderen Ländern gab und gibt es ähnliche Wettbewerbe. Außerdem gab es zu den Olympischen Spielen 2008 in Peking wieder verschiedene Doodles mit täglich wechselnden Motiven.
Anlässlich des 30. Geburtstags des Arcade-Spiels Pac-Man wurde am 21. Mai 2010 erstmals ein interaktives Spiel als Doodle präsentiert. Die in JavaScript programmierte Version des Klassikers umfasste alle 255 Level des Spiels, inklusive einer Zwei-Spieler-Version mit Ms. Pac-Man. Die Schaltfläche „Auf gut Glück“ wurde in der Zeit in „Münze einwerfen/Insert Coin“ umbenannt, mit ihr wurde das Spiel gestartet.
Am 22. März 2011 wurde Google ein US-Patent für seine Doodles unter der US-Patentnummer 7,912,915 zugesprochen. Das lediglich für die USA erteilte Patent beschreibt ein System, das eine sich regelmäßig ändernde Handlung oder ein Unternehmenslogo für spezielle Ereignisse bereitstellt, um Benutzer auf eine Website zu führen.
Am 8. Oktober 2010 gab es erstmals ein Video, zum Geburtstag von John Lennon.
Am 18. Januar 2012 wurde im Rahmen der Protestaktionen gegen den SOPA-Gesetzentwurf (Stop Online Piracy Act, USA) ein Doodle gezeigt, in dem das Google-Logo mit einem schwarzen Zensurbalken überdeckt war.
Während der Olympischen Sommerspiele 2012 veröffentlichte Google jeden Tag ein anderes Doodle, das sich jeweils an den anstehenden Wettbewerben orientierte, so wurde zum Basketball-Viertelfinale der Herren ein interaktives Korbwerfen veröffentlicht.
Google zeigte zum Beginn der Olympischen Winterspiele in Sotschi am 7. Februar 2014 mit einem Doodle in den Farben der Regenbogenfahne der Lesben- und Schwulenbewegung zum zweiten Mal – nach den Protesten gegen den SOPA-Entwurf – eines, das politisch verstanden werden kann.

## Zahlen
2002 gab es erstmals über 50 Google Doodles. 2008 erstmals über 100, 2010 erstmals über 200 und 2013 erstmals über 300 Doodles. Im Jahr 2012 sind 293 Veränderungen entstanden. Das Jahr mit den meisten Doodles (325) ist bis jetzt das Jahr 2013. Bis Ende 2013 waren es insgesamt 1881, bis 2023 wuchs die Zahl auf über 5000.
Mittlerweile erscheinen die Doodles meist nur noch für bestimmte Benutzergruppen; lediglich weltweit wichtige Ereignisse wie z. B. die Olympischen Spiele oder die Fußballweltmeisterschaften erscheinen noch auf der ganzen Welt.